# Ischyromene barnardi
Ischyromene barnardi är en kräftdjursart som först beskrevs av Menzies och Peter W. Glynn 1968.  Ischyromene barnardi ingår i släktet Ischyromene och familjen klotkräftor. Inga underarter finns listade i Catalogue of Life.